# 転校少女Y
『転校少女Y』（てんこうしょうじょワイ）は、1984年10月9日 - 12月25日にTBS系列で放送された東宝制作のテレビドラマ。全12回。
主演の高部知子は一時期芸能活動を自粛していたが、この作品で復帰した。1984年12月18日に逝去した竜崎勝の遺作となった。

## 放映時間
- 火曜日、20:00 - 20:54
  - 北陸放送は編成上の都合により1985年に金曜 17:00 - 17:55にて放送[2]。

## ストーリー
小野田幸は静岡県清水市（現・静岡市清水区）で、豆腐屋を経営する両親に愛情深く育てられるが、2年の夏休み頃から興味本位もあり、幼なじみの長沢洋一を始めとする暴走族仲間とつきあい始める。いっぱしのワルで有名になり成績が悪化。部活にも顔を出さなくなっていたが、中学校のバレーボール部で一緒だった、1学年上の村井健次からの告白を機に更生を決意。健次と同じ公立高校に進学後、バレー部に入部。長沢に別れを告げるも嫉妬・逆上した長沢は健次を襲撃。失明直前に追い込んだ。逮捕された長沢の「幸に頼まれた」という偽証が元で幸は近所などで後ろ指を指され、学校も退学寸前になってしまう。「高校を卒業したい」「バレーを続けたい」という幸の話を聞きつけた叔母、小野田彩は、知人で、私立青葉女子高校の校長である山下に幸の転入を願い出る。過去の素行などを理由に懸念を示した山下だが、幸の転入試験が全教科満点だったことと、更生の意思が強いことを知り、バレー部入部を条件に転入を認め、幸は東京へ。
彩と二人暮らしを始めた幸だが、転校初日から遅刻しそうになり、校則で禁止されているとは知らずオートバイで登校。木暮教頭からの厳重注意と同時に、教諭の村井哲郎からバイクを押して徒歩で帰宅する様に指導を受ける。しかし彼はバレー部のコーチでもあり、健次の兄でもあった。当初は経験が浅い・身長が低めということを理由に、幸の入部に懸念を示していた哲郎だが、清水市の高校から送付されてきた書類の記載事項から彼女こそが、両親から聞かされた「弟の敵」と判明。入部を許可し、特訓と称して幸をしごきまくる。そして幸は登校途中の絵里にバイクで泥はねをしたこともあり、バレー部員たちから睨まれ、陰湿な嫌がらせを受けることになってしまう。同時に釈放された長沢は、幸の居場所を突き止め上京。学校周辺での付きまとい行為を展開する。
ノベライズが出版されているが、内容・ストーリー展開などが異なる。

## メインキャスト
小野田幸：高部知子
更生を決意するも、長沢からの固執と嫌がらせ、部内での憎悪、出生の秘密などに翻弄される。ツッパっていた時期を除けば、成績優秀、前向きで実直な性格で、次第に周囲を味方につけてゆく。

## 幸の血縁者など
小野田彩：加賀まりこ
幸の実母で下北沢在住。独身でステンドグラス講師をしている。筒井と交際中に妊娠。諸事情から妊娠を告げる事なく筒井の前から姿を消し、未婚で出産。その直後に腎盂炎を患った事もあり、幸を兄夫婦に託した後、叔母として接するようになった。華やいだ印象を持ち、基本的には明るい性格だが、幸と同居開始から間もなく、筒井との再会などで出生の秘密が露見。同時に自分の気持ちしか考えず、幸に対して父と名乗った筒井に反感を抱き、遠ざけようとする。
筒井俊信：竜崎勝
天才的な腕前の眼科医で、幸と奈美の父。恋人だった彩と別れた直後、奈美の母と政略結婚をした様子で東京に住んでいる。幸の祖母（彩の母）の法事の日、彩と再会。自分の娘だと知った幸と親子の名乗りを上げるが、胃癌が進行していた事もあり、依頼された健次の手術を執刀・成功させた直後に入院。まもなく死去する。ノベライズでは岡山の大学病院の勤務医。依頼された健次の手術成功後、幸が自分と彩の娘なのでは？と気づき彩に問いただすが、激怒された為、それ以上の追求、名乗りをせずに立ち去っている。筒井役の竜崎自身、筒井の死去・葬儀場面の放送当日である1984年12月18日未明に肝硬変にて逝去しており、番組のラストで追悼テロップが表示された。
筒井奈美：川島光代
筒井の娘で中学生。表向きは優等生として振る舞っていたが、父の過去を知ったショックと、突然現れた異母姉の幸に対しての嫉妬から、不良仲間との交流等、裏の顔が表出。幸に暴力を振るったり、健次に悪態をつくなどの嫌がらせを展開したが、幸の本心を知るに従い、心を開いてゆく。それと同時に一目置き、憧れる言動が見られるようになる。父の死後、グループからの離脱を決意。ミサ達からヤキを入れられそうになったところを幸に救出される。そして父の遺影を持ち、幸の出場する試合を観戦。のちに青葉女子高校へ進学し、バレー部に入部したいと宣言した。ややファザーコンプレックスの面を持つ。ノベライズには登場しない。
小野田勝：新克利
幸の父（血縁上は伯父）で、彩の実兄。実業団でバレーをしていたが、帰省。実家を継ぎ、豆腐屋を経営するようになる。健次の両親から罵られても、幸を庇い続けた。
小野田清子：茅島成美
幸の母（実際は外縁の伯母・養母となる）。彩との関係は良好だが、時として嫉妬を覚える事もある。

## 青葉女子高校バレー部員
木下良枝：松尾久美子
青葉女子高校のバレー部員。
二階堂絵里：大川陽子
青葉女子高校のバレー部キャプテン。気性が激しく少々、意地悪な面が見られる。哲郎に片想いをし、家に押し掛け誘惑するが、振られたことで自棄になって長沢と関係を持ち、妊娠するも部員達とのトラブルの末に流産。しかし同時期に幸と和解。奈美に怪我をさせられた幸のコーチになる等、理解者となり、哲郎への想いも昇華させてゆく。
田中百合子：橋本清美
青葉女子高校のバレー部員。絵里の腰巾着的存在だが、バレーに対してのプライドは高い。絵里の妊娠・流産等からキャプテンに任命されるが、そのことが部内でのトラブルに発展。
川上ちひろ：桜井宏子
青葉女子高校のバレー部員。ポジションはセッター。幸を目の敵にしていたが、のちの試合で二枚セッターを組む。大事な試合の最中、転倒して脳震盪を引き起こしたことがある。
大谷町子：小森琴世
青葉女子高校のバレー部マネージャー。比較的、おとなしい性格で幸の理解者。絵里達からいじめられたりもしたが、喧嘩をしたメンバーに消火器の泡を吹きかけたこともある。メガネを掛けている。

## 青葉女子高校職員
村井哲郎：渡辺謙
青葉女子高校のバレー部コーチで健次の兄。商売がうまくいかず、ぎくしゃくしていた両親の姿を見て育ったことから、実家との確執が若干あり、弟に家を任せ在京。弟の敵として幸を敵視し、陰湿で感情的なしごきを展開していたが、次第に理解を示すようになる。基本的にはさっぱりした性格でバレーに対してプライドが高く、入部希望者を断ることもある。移動手段は自転車を使用。
水島明：本田博太郎
青葉女子高校の教諭で、幸の担任。生徒たちにいじられる事がある。
木暮広行：小林昭二
青葉女子高校の教頭。バイクで登校した幸を最初に注意した。世間体を気にする面がある。
吉永いずみ：下川久美子
青葉女子高校の教諭で担当は家庭科。
金子かおる：工藤啓子
青葉女子高校の教諭。
土田宏：大沢一彰
青葉女子高校の教諭。
山下玄太郎：天田俊明
青葉女子高校の校長（二代目となる）。知人である彩から相談を受け、バレー部入部を条件に幸を転入させる。運動部の実力強化に力を注ぐ。

## 村井家
村井健次：尾美としのり
幸を更生させた恋人で幸より1歳上。中高とバレーを続けていたが、長沢の暴行で失明寸前になり、東京の病院へ入院。幸に会いたい一心で病院を脱走し、負傷したこともある。兄の計らいで幸が出場する試合を観戦した直後に筒井の執刀で回復へ向かう。
一時期、長沢の「幸に頼まれて暴行した」という嘘を真に受けたこともあり、見舞いに訪れた彼女に罵声を浴びせたことがある。失明が幸の所為だと思い込んだ両親が彼女の悪口を吹き込んだことも要因の一つである
村井春子：福田公子
哲郎と健次の母。清水市にて、夫と共にスーパーを経営。小野田家で製造している豆腐の半分近くを店に入荷していたが、健次が負傷させられたことで取引を中止。幸を憎悪し、息子たちに幸の中傷を吹き込む。

## その他
ミサ：玉木弓子
奈美が加入していたスケバングループのリーダー。暴力的な性格で、奈美と一緒に幸に暴力を振るっていた。のちに脱退を申し出た奈美を拉致監禁。呼び出されて救出に来た幸と対決するが、かばい合いをする姉妹の姿と幸の腕っぷしの強さなどに感服。「もう顔を見せるな」と苦笑いしながら2人を無傷で帰還させた。
中原辰夫：中山仁
ステンドグラスのバイヤー。彩とは恋人同士だった。
柴田久男：吉田友紀
彩と同じマンションに住む高校生。幸に対して好意的に接する。幸を攻撃する奈美に立ち向かった事をきっかけに、のちに彼女と親しくなる。バイクに乗っている。ノベライズには登場しない。
柴田達也：小坂一也
久男の父。最終回で久男と一緒に試合を観戦する。
松崎浩一：松崎しげる
医師。幸の実父・筒井の後輩。父の病気のことを知り、ショックを受けた幸に病状を尋ねられて医師の世界には政略結婚みたいな側面があり、筒井もそのしがらみから逃れられなかったと説明する。
山岸美沙子：浅川かおる
幸のクラスメイトで生徒会長。正義感が強い。
長沢洋一：小林栄次
暴走族のリーダーで、幸の元恋人。別れを告げられたことを認めることが出来ず、仲間(演:渡辺航など)を引き連れて幸につきまとい、登校中の幸を追って校門前にバイクで立ち塞がる、幸を陥れようとする絵理と関係を持ち、嗾されるままに校内へ侵入し、バレー部の部室で幸を襲撃等、周囲を巻き込んでの暴力行為に及ぶこともある（現在のストーカーに該当する言動が多く見られる）。絵里が流産した直後、法事で帰省した幸を追って行き、トラブルを起こし二度目の逮捕となった後、すべてを自供。のちに改心をし、周囲と和解。

## スタッフ
- 脚本：上條逸雄、酒井あきよし
- 監督：日高武治、萩原鉄太郎
- 製作：東宝、TBS
- 主題歌：「ビリーヴ」
  - 作詞：売野雅勇、作曲：筒美京平、編曲：萩田光雄
  - 歌：松本伊代（ビクター音楽産業）

## サブタイトル
| 話数 | 放送日        | サブタイトル        | 脚本                   | 監督       |
| ---- | ------------- | ------------------- | ---------------------- | ---------- |
| 1    | 1984年10月9日 | 何がYをそうさせたか | 上條逸雄、酒井あきよし | 日高武治   |
| 2    | 10月16日      | 挑戦!               | 酒井あきよし           | 日高武治   |
| 3    | 10月23日      | 秘密!               | 酒井あきよし           | 萩原鐵太郎 |
| 4    | 10月30日      | 愛憎                | 酒井あきよし           | 萩原鐵太郎 |
| 5    | 11月6日       | 嫉妬!               | 酒井あきよし           | 日高武治   |
| 6    | 11月13日      | 試合!               | 酒井あきよし           | 日高武治   |
| 7    | 11月20日      | 対決!               | 酒井あきよし           | 萩原鐵太郎 |
| 8    | 11月27日      | 予感!               | 酒井あきよし           | 萩原鐵太郎 |
| 9    | 12月4日       | 地区予選・開始!     | 酒井あきよし           | 日高武治   |
| 10   | 12月11日      | 2人で生きる勇気!    | 酒井あきよし           | 日高武治   |
| 11   | 12月18日      | 嵐呼ぶ退学届!       | 酒井あきよし           | 萩原鐵太郎 |
| 12   | 12月25日      | ビリーブもう一度    | 酒井あきよし           | 日高武治   |

| TBS系 火曜20時台の連続ドラマ（1984年10月 - 1984年12月） | TBS系 火曜20時台の連続ドラマ（1984年10月 - 1984年12月） | TBS系 火曜20時台の連続ドラマ（1984年10月 - 1984年12月） |
| 前番組                                                  | 番組名                                                  | 次番組                                                  |
| ------------------------------------------------------- | ------------------------------------------------------- | ------------------------------------------------------- |
| 不良少女とよばれて                                      | 転校少女Y                                               | 少女に何が起ったか                                      |